# 修士（行政学）
修士（行政学）（しゅうし ぎょうせいがく）は、修士の学位であり、大学院の研究科の修士課程、博士前期課程において行政学に関する専攻分野を修めることによって、日本で授与されるものである。英語の場合「Master of public administration」と表記されたりする。